# 하다스 야론
하다스 야론(히브리어: הדס ירון, 영어: Hadas Yaron, 1990년 4월 12일 ~ )은 이스라엘의 배우이다. 2012 베네치아 영화제 볼피컵 여우주연상, 제23회 오빌상 여우주연상 수상자이다.

## 출연 작품
- 루시아스 그레이스 (2018)
- 막달라 마리아: 부활의 증인 (2018)
- 행복은 복잡해 (2015)
- 펠릭스 앤 메이라 (2014)
- 필 더 보이드 (2012)